# La hipocondríaca
La hipocondríaca (L'Hypocondriaque) est une telenovela colombienne créée par Caracol Televisión en coproduction avec Sony Pictures Television.
Elle a été diffusée entre le 2 avril 2013 et le 27 septembre 2013 sur Caracol Televisión.
Elle est doublée en français et diffusée sur la chaîne africaine Startimes Novelas F1 depuis le 3 avril 2019.

## Synopsis
Macarena González croit fermement qu'elle a hérité de sa mère une étrange maladie neurologique qui l'amènera dans la tombe. Donc au moindre "symptôme" elle va à la clinique. Elle en sait beaucoup sur sa supposée maladie et prend toutes sortes de médicaments.
Un jour où elle a rendez-vous pour voir les résultats des examens qui ont été effectués, le médecin qui doit la prendre en charge habituellement à la clinique n'est pas présent et envoie son fils Alejandro en remplacement. Le Dr Alejandro confond les examens de Macarena avec ceux d'une autre patiente portant le même nom de famille, qui a la maladie d'Helga. Alejandro confond alors le diagnostic de Macarena, alors qu'elle ne souffre pas réellement d'une maladie.
Ce n'est que plusieurs jours après que le Dr Alejandro a réalisé son erreur, mais il a peur de le dire à Macarena, car il pourrait faire face à une action en justice et perdre ainsi sa licence médicale. Alejandro engage Macarena en tant que secrétaire et essaie de l'aider autant que possible dans tout ce qu'elle lui demande, car il se sent coupable de l'avoir mal diagnostiquée. Macarena incite peu à peu Alejandro à s'intéresser davantage aux patients et à changer leur façon d'être, et les deux commencent à tomber amoureux. Cependant, ils ne peuvent pas vivre leur amour comme ils le voudraient à cause de Juan Jhon, le mari de Macarena, et du Dr. Camila, la petite amie de Alejandro.
Ainsi, Alejandro et Macarena devront faire face à tous les obstacles rencontrés pour que leur amour devienne réalité.

## Personnages principaux
- Stephanie Cayo : Macarena González

Macarena est une jeune femme charmante, directe et passionnée. Elle est généreuse et responsable. Elle n’a jamais connu son père. Elle est considérée aux yeux de tous comme une hypocondriaque. Elle est convaincue qu’elle mourra très bientôt d’une étrange maladie, comme ça a été le cas pour les femmes de sa famille.
- Ernesto Calzadilla : Alejandro Pulido

Alejandro est un psychiatre et neurologue charmant et brillant. Il n’aime pas beaucoup les événements où se trouve beaucoup de monde. C’est plutôt un loup solitaire qui représente l’image d’un homme intéressant et mystérieux.
- John Alex Toro : Juan Jhon JJ

JJ est le petit ami de Macarena. C’est le tumbalocas du quartier. Il est drôle et danse comme les dieux. Il fut le premier de ses amis à acheter une voiture ainsi que le premier à avoir trouvé un emploi dans une banque prestigieuse. Les gens disent qu’il a un futur assuré et qu’aucune femme ne peut lui résister.
- Cristina Campuzano : Camila Santos

C'est une femme très jolie. En apparence, elle est douce et sucrée et se démarque dans son métier de médecin. Son amour pour Alejandro est vraiment une obsession, en réalité, Camila est pleine de peurs, de dépendance et d’insécurité.
- María Cecilia Botero : Doña Maruja Maldonado de Pulido

C'est une femme élégante avec une certaine ascendance. Elle adore Don Alfonso, son mari, ainsi que ses enfants. Défendre les valeurs traditionnelles est sa priorité. Maruja rêve que ses enfants se marient divinement un jour et pour la vie.
- Kepa Amuchastegui : Don Alfonso Pulido

Alfonso est le père d’Alejandro et de Pedro. Époux de Maruja, c’est un docteur très respecté et admiré. Honnête, il reste imposant et attrayant malgré son âge. Il aime ses patients quelle-que soit leur classe sociale.
- Nicolás Montero : Pedro Pulido

Pedro est le frère d’Alejandro. Attrayant, mais pas autant que son frère, il est toujours un fils digne de son père. En fait, il ressemble plus à Don Alfonso par son tempérament et son esprit. Il est vainqueur, coquin et aime faire la fête.
- Marcela Agudelo : Marcela Bufano

Elle fait très bien son travail, mais elle n’est pas la femme la plus séduisante du monde. En fait, elle souffre parce qu’elle n’est pas jolie, elle se sent angoissée et âgée. Marcela veut subir plusieurs interventions chirurgicales mais ne les a jamais fait. Elle sait que les yeux de son mari sont tournés vers de belles femmes. Marcela est courageuse et jalouse.

## Distribution
- Stephanie Cayo : Macarena González
- Ernesto Calzadilla : Alejandro Pulido
- John Alex Toro : Juan Jhon "JJ"
- Cristina Campuzano : Camila Santos
- María Cecilia Botero : Maruja Maldonado de Pulido
- Kepa Amuchastegui : Alfonso Pulido
- Nicolás Montero : Pedro Pulido
- Marcela Agudelo : Marcela Bufano
- Alberto León Jaramillo : Francisco González "Tío Pacho"
- Marcela Benjumea : Esther
- Julio César Herrera : Mario Herrera
- Margarita Amado : Matilde
- Ernesto Ballen : Jimmy
- Bebsabé Duque : Gina González
- Marilyn Patiño : Luz Elvira
- Leonardo Acosta : Leonardo
- Laura Torres : Juliana Pulido
- Ignacio Hijuelos : Carlos Bejarano
- Héctor Ulloa : Avellaneda
- Nicole Santamaría : Cecilia Bustos
- Ilja Rosendahl : Diego
- Juan Sebastian Caicedo : Javier
- Alma Rodríguez : Rosaura González
- Rita Bendeck : Sandra Romero
- Lina Tejeiro : Tatiana
- Stefanía Gómez : Linda Rosa
- Consuelo Moure : Adela
- Víctor Cifuentes : Dr. Consuegra
- Walter Luengas : Albeiro Manrique
- Julián Díaz : Tumaco
- Gerly Hassam Gómez : Patricio
- Nayra Castillo : Luisa
- César Álvarez : Bocadillo
- Germán Patiño : Dr Ignacio
- Astrid Junguito : Herminia
- Michelle Manterola

## Prix et récompenses

### Promax Latinoamérica 2013
| Année | Catégorie            | Titre            | Résultat |
| ----- | -------------------- | ---------------- | -------- |
| 2013  | Meilleure telenovela | La hipocondríaca | Gagnante |

### Premios Clic Caracol
| Année | Catégorie            | Titre              | Résultat |
| ----- | -------------------- | ------------------ | -------- |
| 2013  | Meilleure telenovela | La hipocondríaca   | Nommée   |
| 2013  | Meilleur acteur      | Ernesto Calzadilla | Nommé    |